# Localidades de operação avançada
As Localidades de Operação Avançada, chamadas de Forward Operating Sites (FOS) ou Forward Operating Locations (FOL) em inglês, e Localidades de Operaciones de Avanzada em espanhol, são locais de suporte para operações militares em pequena escala e geralmente por tempo limitado, com forças rotatórias ocasionais. São diferentes de bases militares por serem teoricamente temporárias. O Pentágono instalou Localidades de Operação Avançada para conter atividades ilícitas (tráfico de drogas, contrabando, lavagem de dinheiro, etc.) em vários países da América Latina com o apoio da União Européia: Costa Rica, Panamá, Equador, Peru, Bolívia, Chile e Colômbia, onde iniciou o Plano Colômbia contra as FARC. Contudo, o governo brasileiro resistiu à instalação das Localidades de Operação Avançada em suas fronteiras por precaução contra a internacionalização da Amazônia. Entretanto, o maior objetivo dos Estados Unidos na instalação dessas localidades é econômico e relativo à Alca.